# Ткачук Віктор Артурович
Ткачук Віктор Артурович — український політик та громадський діяч, з успішним досвідом у сфері аналітики, управління ризиками політичних процесів та державного менеджменту, прогнозування у сферах національної безпеки і стратегічного планування,  розробки проєктів соціальних та технічних інновацій.

## Біографія
Народився на  Вінниччині, українець. Проживав та навчався у м.Львів. У даний час - м.Київ.
Освіта: Національний університет «Львівська політехніка», інженер («АСУ ТП виробництва волоконних світловодів»), Львівський Національний університет ім. І.Франка, к.п.н. («Моделювання як метод аналізу політичних процесів», 2007). Мова: польська розмовна.
Народний депутат України ІІІ скликання (1998—2002 рр.) від Партії Зелених України,  Секретар Комітету Верховної Ради України з питань національної безпеки, оборони і розвідки.
- 1982—1991 — студент, стажист-дослідник, Львівський політехнічний Інститут.
- 1984—1986 — служба в армії.
- 1991—1992 — директор програм Українського фонду міжнародного співробітництва (О.Разумков).
- 1992—1993 — керівник Служби радників Прем'єр-міністра України.
- 1992—1997 — референт-консультант Народних депутатів України, група «Народна рада».
- 1997–1998 — консультант Глави Адміністрації Президента України, радник Президента України
- 1998–2002 — Народний депутат України, Секретар Комітету Верховної Ради України з питань національної безпеки і розвідки.
- 2001—2002 — Голова правління Української державної інноваційної компанії, радник Президента України .
- 2002—2004 — радник Президента України, Консультант Комітету ВРУ з питань нацбезпеки.
- 2005—2006 — керівник Служби стратегічного планування та розробок Секретаріату Президента України.
- 2005—2008 — радник Президента України. Керівник відомчого центру соціально-психологічних досліджень.
- 2008—2009 — заступник Секретаря РНБО України з питань політичної безпеки та координації розвідслужб.
- 2009 — ц.ч. — засновник, ГО "Український фонд демократії «Спочатку Люди», (People First Foudation). Організовував проєктну співпрацю в системі Європарламенту, міжнародних аналітичних центрів та медіа, відкритих та непублічних клубів.
- 2014—2015 — радник Секретаря РНБО України
- 2015—2018 — радник Міністра екології, радник Генерального директора Чорнобильської АЕС (проєкт ЄБРР "Арка ЧАЕС" та проєкт першої сонячної електростанції на ЧАЕС). радник Голови Адміністрації зони відчуження (стратегія розвитку спецтериторій та оцінка політичних ризиків).

В минулому:
член Комісії з організації діяльності технопарків та інноваційних структур інших типів, керівник міжвідомчої групи розробки першої Доктрини інформаційної безпеки України, керівник групи розробки створення Українського банку реконструкції та розвитку, учасник Міждержавної групи з питань розвитку політики аерокосмічної сфери, співголова міжвідомчої міждержавної Комісіі з питань компенсацій жертвам Другої світової війни.
Має успішний досвід створення та управління виборчими кампаніями в Україні та консультування політичних проєктів за кордоном.[джерело?]
Державний службовець 1-го рангу (Указ 2005 р.). Має державні нагороди і відомчі відзнаки.
Профільні стажування та тренінги у 18 країнах (окрім СНД) з питань стратегічного планування політичних та інвестиційних програм та проєктів, питань національної безпеки, методологій оцінки політичних ризиків та формування інформаційного впливу.
https://www.facebook.com/viktor.tkachuk.10